# Grauwe wilgbladrolwesp
De grauwe wilgbladrolwesp (Phyllocolpa leucapsis) is een vliesvleugelig insect uit de familie van de bladwespen (Tenthredinidae). De wetenschappelijke naam van de soort is voor het eerst geldig gepubliceerd in 1846 door Tischbein.